# Sport Vereniging Santos
Sport Vereniging Santos é um clube de futebol surinamês sediado em Paramaribo no Suriname.
Disputa o Campeonato Surinamês de Futebol.